# Richard Flanagan
Richard Miller Flanagan (sinh năm 1961) là một tiểu thuyết gia người Úc đến từ Tasmania. "Được nhiều người coi là một trong những tiểu thuyết gia xuất sắc nhất của thế hệ ông", như lời nhận xét của thời báo The Economist, các tiểu thuyết của ông đều nhận được sự khen ngợi từ công chúng cùng nhiều giải thưởng và sự vinh danh. Ông cũng tham gia viết kịch bản và đạo diễn phim nhựa. Ông giành Giải Man Booker 2014.

## Đời tư
Flanagan sinh tại Longford, Tasmania vào năm 1961, là con thứ năm trong một gia đình có sáu người con. Ông xuất thân từ gia tộc của một tù nhân Ireland bị đày sang Miền đất của Van Diemen vào thập niên 1840. Cha ông là một trong những nạn nhân sống sót sau vụ Đường sắt Miến Điện. Một trong ba anh em trai của ông là nhà báo chuyên về bóng đá luật Úc Martin Flanagan. Ông lớn lên ở thị trấn khai thác mỏ xa xôi Rosebery nằm ở bờ Tây Tasmania.
Flanagan tốt nghiệp trung học năm 16 tuổi. Ông theo học tại Đại học Tasmania, ở đây ông là chủ tịch Liên hiệp đại học Tasmania vào năm 1983. Ông tốt nghiệp cử nhân với chứng nhận danh dự hạng nhất. Năm sau đó, ông nhận được học bổng Rhodes của Đại học Worcester, Oxford, tại đây ông lấy bằng thạc sĩ lịch sử.
Flanagan viết bốn tác phẩm hiện thực trước khi chuyển sang viết các tác phẩm viễn tưởng, ông gọi đây là các tác phẩm "tập sự". Một trong số đó là cuốn tự truyện của 'kẻ bịp bợm nổi tiếng nhất nước Úc', John Friedrich, tác phẩm được Flanagan viết trong sáu tuần để có tiền viết cuốn tiểu thuyết đầu tiên. Friedrich tự vẫn khi cuốn sách đang được viết dở và nó được xuất bản sau khi hắn đã qua đời. Simon Caterson, viết cho báo The Australian, miêu tả cuốn sách "là một trong những cuốn hồi ký ít tin cậy nhưng thú vị nhất trong số các tác phẩm xuất bản ở Úc năm vừa qua".

Trong lời nói đầu cuốn sách đầu tiên của Flanagan, A Terrible Beauty – History of the Gordon River Country (1985), Bob Brown viết: 

"Nước Úc có thể chưa nghe nói đến vùng đất hẻo lánh Tasmanian, nhưng tôi rất vui khi dự đoán rằng họ đã nghe nói tới Richard Flanagan."

## Tác phẩm

### Tiểu thuyết
- Death of a River Guide (1994)
- The Sound of One Hand Clapping (1997)
- Gould's Book of Fish: A Novel in Twelve Fish (2001)[8][9]
- The Unknown Terrorist (2006)[10]
- Wanting (2008)[11][12][13][14]
- The Narrow Road to the Deep North (2013)[15][16]

### Tác phẩm dựa trên sự việc có thực
- (1985) A Terrible Beauty: history of the Gordon River Country[17]
- (1990) The Rest of the World Is Watching — Tasmania and the Greens[18] (đồng biên tập)
- (1991) Codename Iago: The Story of John Friedrich[19][20] (đồng tác giả)
- (1991) Parish-Fed Bastards. A History of the Politics of the Unemployed in Britain, 1884–1939[21]
- (2011) And What Do You Do, Mr Gable?

### Phim
- (1998) The Sound of One hand Clapping (đạo diễn, kịch bản)
- (2008) Australia (đồng tác giả)